# Wieża ciśnień w Giżycku
Wieża ciśnień w Giżycku – wieża ciśnień znajdująca się przy ulicy Warszawskiej 37 w Giżycku, na wzgórzu obok skrzyżowania ulicy Warszawskiej z Wodociągową i Bohaterów Westerplatte.

## Historia
Wieżę wybudowano w 1900 i zapewniała ona wodę miastu przez kolejne 96 lat, do 1996, kiedy to przebudowano system wodociągów. Pod sklepieniem znajdował się duży zbiornik z blachy cynkowej zaprojektowany przez inż. Otto Intza o wysokości 3,8 m i szerokości 8 m i mieścił w sobie ok. 200 m³ wody. Po wyłączeniu jej z eksploatacji w 1997 stała się własnością miejscowego przedsiębiorcy Henryka Górnego. W 2009 roku zakończyła się przebudowa i remont wieży, którego koszt wynosił 3 milionów złotych. Zostało wymieniono 10 tysięcy cegieł w murze, który u podstawy ma metr szerokości i zmieniono strop betonowy. Na dachu konstrukcji dobudowano kawiarnię z tarasem widokowym wystającym poza budynek. Całość przykryto kopułą, na której czubku umieszczono wiatrowskaz. Obecnie w wieży mieści się również muzeum gromadzące przedmioty dawnych mieszkańców Mazur.

## Architektura
Wieża jest murowana, z cegły, nieotynkowana, w stylu neogotyckim. U podstawy wieża ma szerokość 7,2 m i 30 m wysokości, natomiast w koronie (górna część wieży, w której znajdował się zbiornik z wodą, wystająca za podstawę budynku) 9,06 m. Po obu stronach wejścia do budynku umieszczone są herb Giżycka i flaga Mazur, co podkreśla przynależność do regionu. Pod koroną umieszczono ozdobniki. We wnętrzu dobudowano 3 piętra. Do kawiarni na szczycie prowadzi 129 stopni schodów, jest również winda.

## Turystyka
Jest najwyższą budowlą w Giżycku, toteż jest wykorzystywana w celach turystycznych jako doskonały punkt widokowy na miasto, jezioro Niegocin, twierdzę Boyen i okolicę. Z tarasu widokowego można podziwiać widoki z wysokości około 45 metrów. Wieża jest czynna tylko w 5-miesięcznym sezonie letnim odwiedzana przez około 40 tysięcy osób. W około 95% to turyści, którzy przyjechali nad jeziora na Mazurach.